# 악마판사
《악마판사》는 2021년 7월 3일부터 2021년 8월 22일까지 방영되었던 tvN 토일 드라마다.

## 기획의도
가상의 디스토피아 대한민국, 전 국민이 참여하는 라이브 법정 쇼와 함께 등장한 악마판사 강요한. 그는 모두가 원하는 영웅인가, 법관의 가면을 쓴 악마인가?

## 제작진

### 제작사
- 스튜디오앤뉴

### 연출
- 최정규 : MBC 월화 드라마 《화정》(공동 연출), MBC 수목 드라마 《투윅스》(공동연출), MBC 드라마 페스티벌 《이상 그 이상》(연출), MBC 월화 드라마 《트라이앵글》(공동 연출), MBC 주말 특별기획 드라마 《옥중화》(공동 연출), MBC 수목 드라마 《붉은 달 푸른 해》 연출[1]

### 극본
- 문유석 : JTBC 월화 드라마 《미스 함무라비》(연출), 소설 《미스 함무라비》(원작) 집필[2]

### 미술감독
- 조화성 미술감독[3]

### 음악감독
- 정세린 음악감독[4]

### 의상감독
- 양현서 의상감독[5]

## 등장 인물

### 주요 인물
- 지성 : 강요한 역 (아역 문우진) - 시범재판부 재판장

수수께끼 같은 스타 판사, 귀족적인 외모. 몸선을 따라 흐르는 최고급 수트. 사람을 사로잡는 미소. 취미든 물건이든 모든 것에 최고의 우아한 취향. 엘리야의 삼촌.
- 김민정 : 정선아 역 (아역 김가윤) - 사회적 책임재단 상임이사

요한의 유일한 최대 숙적, '사회적 책임재단' 상임이사이자, 악마판사 요한을 곤경에 몰아넣고 사냥감 취급하는 유일한 존재.
- 진영 : 김가온/강이삭 역 - 시범재판부 좌배석판사

단 1회 방송만에 시범재판부 '입덕 멤버'로 스타덤에 등극하는 젊은 판사, 죽은 수현의 연인 / 요한의 형. 엘리야의 아버지.
- 박규영 : 윤수현 역 - 광역수사대 형사

가온의 절친이자 소꿉친구, 워낙 어렸을 때부터 친남매처럼, 동성 친구처럼 토닥대며 지내온 사이. 가온의 연인. (1회 ~ 13회)

### 대법원
- 안내상 : 민정호 역 - 대법관

가온의 스승이자, 방황하던 가온을 올곧은 길로 이끌어준 어른
- 김재경 : 오진주 역 - 시범재판부 우배석판사

화려한 외모, 친근한 미소가 미디어 재판에 딱 맞는, '카메라가 사랑하는 판사'다. 본인 스스로 실력이 아니라 외모 때문에 발탁되었다고 말할 정도

### 사회적 책임재단
- 장영남 : 차경희 역 - 법무부 장관

여당 차기 대권 후보 선두주자. 정통 엘리트 검사로서 권력자들의 지시를 한 치 오차 없이 유능하게 수행하여 온 능력을 인정받아 출세가도를 달려 온 개천용
- 백현진 : 허중세 역 - 대통령

주연을 못해 본 것이 한으로 남아있는 감초 조연배우 출신

### 그 외 인물
- 염혜란
- 정애연 : 도연정 역 - 허중세의 아내
- 박진영 : 강이삭 역 - 강요한의 이복 형[7]
- 주석태 : 강지상 역 - 어린시절(강요한)의 아버지
- 미상 : 유희진 역 - 죽은 이삭의 아내, 세례명 세실리아. 엘리야의 어머니. 요한의 형수.
- 전채은 : 강엘리야 역 - 요한의 조카, 죽은 이삭의 외동딸. 성당 화재사건 진범.
- 윤예희 : 지영옥 역 - 강요한 일가의 유모
- 이소영 : 재희 역
- 이기택 : K 역
- 미상 : 경비원 역
- 미상 : 지윤식 역 - 대법원장
- 남성진 : 이재경 - 차경희의 남편
- 홍서준 : 민용식 역 - 민보그룹 회장
- 정인겸 : 서정학 역 - 사회적 책임재단 이사장
- 이서환 : 박두만 역 - 사람미디어 그룹 회장
- 이화룡 : 사람미디어 소속, 국민시범재판 생중계 담당 PD
- 정재성 : 주일도 역 - JU케미컬 회장
- 박형수 : JU케미컬 법무팀 변호인 고인국 역
- 차건우 : 장기현 역 - '국민사법재판'에서 양심 고백을 했던 증인 역
- 미상 : 성당의 신부 역
- 문동혁 : 이영민 역 - 중원F&B 부사장, 법무부 장관 차경희와 이재경의 아들
- 정은표 : 도영춘 역 - 가온의 부모에게 사기를 쳐서 죽음에 이르게 한 장본인
- 미상 : 피해자 유족 역
- 미상 : 유모 역
- 미상 : 서빙하는 여자 역
- 미상 : 톱배우 역
- 미상 : 교도소 수감자 역
- 미상 : 김가온의 부모 역
- 천영민 : 한소윤 역
- 김문찬 : 조민성 역
- 이해운 : 김충식 역 - 죽창티비의 진행자이자 리더
- 미상 : 외국인 노동자 역
- 미상 : 경찰청장 역
- 미상 : 김충식의 할머니 역
- 미상 : 김충식의 학교 선생님 역
- 미상 : 김충식이 좋아하는 VJ 역
- 미상 : 교도소장 역
- 미상 : 괴한 역
- 미상 : 노인 역
- 미상 : 김충식의 변호인 역
- 미상 : 바이러스의 실체가 없음을 증언할 박사 역
- 차재현 : 정요셉 역

## OST
| 연도 | Artist          | 발매일     | 발매 형식  | 앨범명           | 타이틀곡                | 음악 감독            | 기획사                 |
| ---- | --------------- | ---------- | ---------- | ---------------- | ----------------------- | -------------------- | ---------------------- |
| 2021 | Various Artists | 2021.08.21 | 정규 (OST) | 《악마판사 OST》 | 허클베리 핀 〈Tempest〉 | 정세린(Movie Closer) | MUSIC&NEW 스튜디오앤뉴 |

## 뮤직 비디오
| 연도 | Artist          | 제목                                                                     | 앨범명       | 공급사    |
| ---- | --------------- | ------------------------------------------------------------------------ | ------------ | --------- |
| 2021 | 허클베리 핀     | - Huckleberry Finn 〈Tempest〉 (악마판사 OST) (M/V)                      | 《악마판사》 | MUSIC&NEW |
| 2021 | Sondia          | - Sondia 〈악몽 (Nightmare)〉 (악마판사 OST) (M/V)                       | 《악마판사》 | MUSIC&NEW |
| 2021 | Zeenan          | - Zeenan 〈What you gonna do〉 (악마판사 OST) (M/V)                      | 《악마판사》 | MUSIC&NEW |
| 2021 | 허클베리 핀     | - Huckleberry Finn 〈너를 떠올린 건 항상 밤이었다〉 (악마판사 OST) (M/V) | 《악마판사》 | MUSIC&NEW |
| 2021 | Various Artists | - 《악마판사》 OST 모음 (오스트맛집 뮤직앤뉴)                            | 《악마판사》 | MUSIC&NEW |

## 콘텐츠・대본집
| 연도 | 구분   | 콘텐츠                                                | 제공          |
| ---- | ------ | ----------------------------------------------------- | ------------- |
| 2021 | 영상   | 메이킹                                                | tvN           |
| 2021 | 영상   | 셋투셋투                                              | tvN           |
| 2021 | 영상   | 문유석 작가 코멘터리                                  | tvN           |
| 2021 | 영상   | 제작발표회                                            | tvN           |
| 2021 | 영상   | 티벤터뷰                                              | tvN           |
| 2021 | 대본집 | 문유석 작가 《악마판사》 〈오리지널 대본집 1,2 세트〉 | 문학동네, tvN |

## 공식 예고편
| 연도 | 제목                                                                                 | 작품명       | 제공 |
| ---- | ------------------------------------------------------------------------------------ | ------------ | ---- |
| 2021 | - "영웅인가, 악마인가" 법정을 무대로, 법을 무기로 하는 악마판사의 등장! (하이라이트) | 《악마판사》 | tvN  |
| 2021 | - 이제 당신이 직접 심판한다" 디스토피아 속 전국민참여 재판이 시작된다. (하이라이트)  | 《악마판사》 | tvN  |
| 2021 | - 지성, 디스토피아 속 '악마판사'로 강렬한 등장! (티저)                               | 《악마판사》 | tvN  |
| 2021 | - 지성 x 김민정 x 진영, 권력을 둘러싼 세 사람의 충돌! (티저)                         | 《악마판사》 | tvN  |
| 2021 | - 지성 x 김민정, 최대 숙적으로 만났다! (티저)                                        | 《악마판사》 | tvN  |
| 2021 | - 악마판사 지성 vs. 배석판사 진영, 충돌하는 두 개의 정의! (티저)                     | 《악마판사》 | tvN  |

## 시청률
최저 시청률과 최고 시청률은 시청률 조사회사와 지역별로 시청률에 차이가 있을 수 있습니다.
| 시즌 | 시즌 | 에피소드 번호 | 에피소드 번호 | 에피소드 번호 | 에피소드 번호 | 에피소드 번호 | 에피소드 번호 | 에피소드 번호 | 에피소드 번호 | 에피소드 번호 | 에피소드 번호 | 에피소드 번호 | 에피소드 번호 | 에피소드 번호 | 에피소드 번호 | 에피소드 번호 | 에피소드 번호 | 평균  |
| 시즌 | 시즌 | 1             | 2             | 3             | 4             | 5             | 6             | 7             | 8             | 9             | 10            | 11            | 12            | 13            | 14            | 15            | 16            | 평균  |
| ---- | ---- | ------------- | ------------- | ------------- | ------------- | ------------- | ------------- | ------------- | ------------- | ------------- | ------------- | ------------- | ------------- | ------------- | ------------- | ------------- | ------------- | ----- |
|      | 1    | 1.382         | 1.232         | 1.300         | 1.519         | 1.481         | 1.452         | 1.325         | 1.224         | 1.108         | 1.300         | 1.600         | 1.508         | 1.540         | 1.547         | 1.812         | 1.994         | 1.458 |

| 2021년 | 2021년   | 2021년                 | 2021년     | 2021년 |
| 회차   | 방송일   | 부제                   | AGB 시청률 | 수도권 |
| ------ | -------- | ---------------------- | ---------- | ------ |
| 제1회  | 7월 3일  | 스타판사               | 5.552%     | 5.986% |
| 제2회  | 7월 4일  | 사냥감과 사냥꾼        | 5.095%     | 5.658% |
| 제3회  | 7월 10일 | 비밀의 방              | 5.534%     | 5.797% |
| 제4회  | 7월 11일 | 요한의 십자가          | 6.294%     | 6.551% |
| 제5회  | 7월 17일 | 가위손                 | 5.982%     | 6.512% |
| 제6회  | 7월 18일 | 아킬레스건             | 6.015%     | 6.148% |
| 제7회  | 7월 24일 | 꿈은 이루어진다        | 5.600%     | 5.622% |
| 제8회  | 7월 25일 | 레지스탕스             | 5.468%     | 5.450% |
| 제9회  | 7월 31일 | 배트맨과 로빈          | 4.739%     | 5.072% |
| 제10회 | 8월 1일  | 프랑켄슈타인           | 5.623%     | 5.737% |
| 제11회 | 8월 7일  | 맥베스                 | 6.321%     | 6.164% |
| 제12회 | 8월 8일  | 네가 외로웠으면 좋겠어 | 6.431%     | 6.770% |
| 제13회 | 8월 14일 | 헝거게임               | 6.910%     | 6.786% |
| 제14회 | 8월 15일 | 개구리들의 왕          | 6.944%     | 6.564% |
| 제15회 | 8월 21일 | 메데이아               | 7.492%     | 7.367% |
| 제16회 | 8월 22일 | 악마판사?              | 7.960%     | 7.694% |

## 참고사항
- 지성은 SBS 금토 드라마 《의사 요한》 이후 2년 만에 복귀하며, 전작에 이어 '요한'이라는 캐릭터를 연기할 예정이다.
- 실제 판사 출신의 문유석 작가가 JTBC 월화 드라마 《미스 함무라비》 이후 3년 만에 선보이는 신작이다.
- 지성, 김민정은 2008년 MBC 수목 드라마 《뉴 하트》 종영 이후 13년 만에 재회한다.